# (20988) 1981 EC43
A (20988) 1981 EC43 a Naprendszer kisbolygóövében található aszteroida. Schelte J. Bus fedezte fel 1981. március 2-án.